# David Wiese
David Wiese (* 18. Mai 1985 in Roodepoort, Südafrika) ist ein südafrikanisch-namibischer Cricketspieler der zwischen 2013 und 2016 für die südafrikanische Nationalmannschaft und zwischen 2021 und 2024 für die namibische Nationalmannschaft spielte.

## Kindheit und Ausbildung
Wiese hatte in seiner Jugend eine eher kleinere Körpergröße, wobei er heute mit 1,91 m misst. In der Schule sah er sich selbst als akzeptabler Spin-Bowler, bevor er zum Ende seiner Schulkarriere zum Pace Bowling wechselte. Während er mit einer Cricket-Karriere liebäugelte waren seine Eltern bedacht auf seine akademische Ausbildung. Er ging zur University of Pretoria und spielte dort zunächst nur in den unteren Mannschaften und konzentrierte sich aufs Studium. Es war sein High School Trainer Jaco Visagie, der bei den Easterns tätig war, der ihn zu diesen brachte. Sein Vater war in Namibia geboren, so dass er diese Staatsangehörigkeit erwarb.

## Aktive Karriere

### Beginn in der südafrikanischen Nationalmannschaft
Sei First-Class-Debüt gab Wiese im Jahr 2005 für die Easterns gegen die Northerns in der SAA Provincial Three-Day Challenge 2005/06. Dort konnte er sich als All-rounder etablieren, erzielte allein in der ersten Saison 526 Runs und 26 Wickets, und spielte ab 2006 für die Titans. International erregte er das erste Mal Aufmerksamkeit in der Champions League Twenty20 2012, als er im Halbfinale bei der Niederlage gegen die Sydney Sixers 61 Runs aus 28 Bällen erzielte. Diese Eigenschaft als Power-Hitter eröffnete ihm den Weg ins südafrikanische Nationalteam.
Sei Debüt gab er dort im Twenty20 auf der Tour in Sri Lanka 2013, konnte aber zunächst kaum in den Vordergrund treten. Er erhielt einen weiteren Einsatz gegen Pakistan, aber auch dort überzeugte er nicht. Es dauerte ein Jahr, bis er eine erneute Chance auf der Tour in Australien bekam, wo er dann 3 Wickets für 21 Runs erzielte und so ins Team fand. So wurde er für die folgende Tour gegen die West Indies nominiert und erzielte dort in ersten Twenty20 3 Wickets für 43 und im zweiten 5 Wickets für 23 Runs und 21 Runs am Schlag. Dies erlaubte es ihm auch sein ODI-Debüt auf der Tour gegen Neuseeland im Sommer 2015 zu geben. Bei der Auktion für die Indian Premier League 2015 erzielte er einen Preis von 460,000 US-Dollar und kam ins Team der Royal Challengers Bangalore. Jedoch waren seine Leistungen in diesem Sommer wieder schlechter. Er schaffte es in das südafrikanische Team für die ICC World Twenty20 2016 in Indien und kam dort zu drei Einsätzen in der Super 12 Runde, konnte jedoch das ausscheiden in dieser nicht verhindern. Entscheidend war dabei die Niederlage gegen die West Indies, wo er zu den besseren Spielern seines Teams gehörte.

### Wechsel nach Namibia und Karriereende
Im folgenden Sommer spielte er erstmals für Sussex. Nachdem er sich nicht im Nationalteam etablieren konnte, entschied er sich einen Kolpak-Vertrag mit Sussex zu unterschreiben, was ihm die Möglichkeit verwehrte, weiter für Südafrika zu spielen. Der geplante Einsatz gegen Sri Lanka fand nicht mehr statt. Dort hatte er zunächst eine durchschnittliche Saison 2017 konnte sich aber für 2018 verbessern. Er erreichte mit Sussex das Finale des Twenty20 Cup 2018 und erzielte 41 Wickets und mehr als 500 Runs in der County Championship 2018. Auch spielte er in der Zeit in mehreren Franchise-Ligen, wie für die Khulna Tigers in Bangladesch und die Karachi Kings und Lahore Qalandars in Pakistan. Als Folge des Brexits entfiel der Kolpak-Status und Wiese spielte nur noch im Twenty20 Cup für Sussex.
Im August 2021 wurde bekannt, dass Wiese auf Grund der Staatsangehörigkeit seines Vaters die Spielberechtigung für Namibia erhielt und im ICC T20 World Cup 2021 antreten würde. Im zweiten Spiel der Vorrunde erzielte er gegen die Niederlande 66* Runs und wurde dafür als Spieler des Spiels ausgezeichnet. Im entscheidenden Spiel gegen die Test-Nation Irland gelangen ihm 28 Runs aus 14 Bällen und 2 Wickets für 22 Runs, was Namibia den Sieg und damit den Einzug in die Super 12 Runde einbrachte und ihm eine abermalige Auszeichnung als Spieler des Spiels. Im März 2022 gab er dann bei einem Drei-Nationen-Turnier in den Vereinigten Arabischen Emiraten gegen den Oman sein ODI-Debüt für Namibia. Bei dem Turnier erzielte er gegen den Gastgeber ein Fifty über 67 Runs. Bei der Tour in Simbabwe konnte er 3 Wickets für 27 Runs im zweiten Twenty20 erzielen. Beim ICC Men’s T20 World Cup 2022 war er wieder Teil des namibischen Teams und konnte dort im entscheidenden Spiel der Vorrunde gegen die Vereinigten Arabischen Emiraten ein Fifty über 55 Runs erzielen, was jedoch nicht zum Sieg reichte und so schied Namibia trotz guten Leistungen in den ersten beiden Spielen aus dem Turnier aus.
In der folge konzentrierte er sich auf das Spielen in zahlreichen Twenty20-Ligen in der Welt. So erhielt er unter anderem einen Vertrag mit Yorkshire. In der Nationalmannschaft erzielte er in der Twenty20-Serie im Oman im April 2024 im vierten Spiel ein Fifty über 51* Runs am Schlag und drei Wickets (3/26) als Bowler und wurde dafür als Spieler des Spiels ausgezeichnet. Beim ICC Men’s T20 World Cup 2024 konnte er beim einzigen Sieg der Mannschaft gegen den Oman herausstechen, als er 3 Wickets für 28 Runs erreichte und im Super Over am Schlag und als Bowler den Sieg sicherte. Nach dem Turnier erklärte er seinen Rücktritt vom internationalen Cricket.